# Armenien i Eurovision Song Contest 2011
Armenien kommer att delta i Eurovision Song Contest 2011 i Düsseldorf, Tyskland. Armenien valde sin artist genom ett internt val, medan bidraget kommer att presenteras vid en nationell final, organiserad av Armeniens nationella tv-bolag ARMTV.

## Tävlingsupplägg
Vid en presskonferens den 11 december 2010 meddelade ARMTV att sångerskan Emma Besjanjan (mer känd som Emmy), kommer att representera Armenien vid Eurovision Song Contest 2011. Precis som i Armeniens uttagning år 2008 kommer landet att hålla en nationell final där man väljer bidraget till artisten. Alla låtar som skickades in fick endast vara på armeniska eller på engelska. Den 12 februari meddelade ARMTV att finalen skjuts upp från den 19 till den 26 februari. Dessutom meddelade man låtskrivarna för de fyra bidragen: DerHova, Apricota, Vahram Petrosyan och Martin Kesici. Den 21 februari meddelade man bidragstitlarna.

## Finalen
Sändes den 5 mars 2011. En jury valde ut fyra låtar som framfördes i direktsändning av Emmy den 5 mars 2011. Vinnarlåten utsågs av en 50/50-mix av jury- och telefonröstning. 
Nedan listas bidragen i bokstavsordning Vann gjorde låten "Boom-Boom".
| Nr | Låttitel    | Upphovsman (text & musik) | Resultat |
| -- | ----------- | ------------------------- | -------- |
| 1  | "Ayo"       | DerHova                   | 2        |
| 2  | "Hi"        | Ahram Petrosyan           | 3        |
| 3  | "Boom-Boom" | Apricota                  | 1        |
| 4  | "Goodbye"   | Martin Kesici             | 4        |